# Luc Briand
 (juillet 2025).
Motif : Cet écrivain et magistrat qui a publié trois ouvrages dont deux essais est-il si connu que cela ? WP n'est pas le Who's Who. A vérifier.
- Archive Wikiwix
- Bing
- Cairn
- DuckDuckGo
- E. Universalis
- Gallica
- Google
- G. Books
- G. News
- G. Scholar
- Persée
- Qwant
- (zh) Baidu
- (ru) Yandex
- (wd) trouver des œuvres sur Wikidata

| 1. | Préciser le motif de la pose du bandeau. | Précisez le motif de la pose du bandeau en utilisant la syntaxe suivante : {{admissibilité à vérifier\|date=août 2025\|motif=remplacez ce texte par le motif}}                  |
| 2. | Informer les utilisateurs concernés.     | Pensez à avertir le créateur de l'article, par exemple, en insérant le code ci-dessous sur sa page de discussion : {{subst:avertissement admissibilité à vérifier\|Luc Briand}} |

Luc Briand est un écrivain et magistrat français né le 11 juin 1977 à Amiens.

## Biographie
En 2018, il publie son premier récit de non-fiction, La revanche de la guillotine chez Plein Jour, qui relate l’affaire criminelle ayant conduit à l’exécution capitale de Jérôme Carrein le 23 juin 1977 ,.
En 2022, il publie Le Brassard, , biographie d’Alexandre Villaplane, ancien capitaine de l’équipe de France de football devenu collaborateur au sein de la Gestapo française puis officier nazi,.
Il vit en Nouvelle-Calédonie .

## Publications
- Le Brassard. Alexandre Villaplane, capitaine des Bleus et officier nazi, Plein Jour, 2022 (ISBN 978-2-37067-074-8).
- La Revanche de la guillotine, Plein Jour, 2018 (ISBN 978-2-37067-035-9), Pocket, 2019
- La question prioritaire de constitutionnalité, une révolution des droits fondamentaux, Presses universitaires de France, 2013 (ISBN 978-2-13-060909-4) (avec E. Dupic)